# Alice Smith
Alice Smith (1978) é uma cantora norte-americana, sediada em Nova Iorque. O seu estilo situa-se entre o rock, R&B, blues, jazz e o soul.
A canção  "Dream" é o seu maior sucesso, tendo surgido nas bandas sonoras  das séries de televisão Entourage e The L Word. Em 2007, foi nomeada para o Grammy de Best Urban/Alternative category.

## Discografia
- 2006- For Lovers, Dreamers & Me
- 2013- She